# Veliny
Veliny (německy Welin) jsou obec v okrese Pardubice. Leží asi dva kilometry východně od města Holice. Žije zde 498 obyvatel. Historicky je doložena od roku 1366. Nejvýznamnější stavbou obce je roubený kostel sv. Mikuláše se zvonicí a márnicí, který je chráněn jako národní kulturní památka.

## Historie
Od poloviny 13. století do první poloviny 14. století došlo v Čechách k osídlování oblastí do té doby zalesněných, přeměňování pusté půdy v ornici a zakládání nových vsí, městeček i měst. Kromě obyvatelstva domácího se na tomto velkém kolonizačním díle podílely v českých zemích i skupiny cizinců, převážně ze zemí německých. Podle historických zpráv byl ve zdejší krajině rozsáhlý les zvaný „Království“ v majetku českých panovníků. Tak tu v té době na části vymýceného lesa vznikly obce Holice, Ředice, Roveň, Lítětiny, Komárov a snad ještě další. O jejich založení neexistují žádné písemné zprávy. Nejstarší písemná zmínka o existenci některých obcí na Holicku je z roku 1336, patřící k tehdejšímu chvojenskému panství. Chvojno bylo městečko s tvrzí, jejíž stopy mají být patrné z kruhových náspů s pahorkem uprostřed při silnici z Holic k Býšti u Chvojence, východně u křižovatky. V muzejním diplomatáři z dubna 1336 je zapsáno, že král Jan Lucemburský zastavil tvrz s městečkem Chvojno, s vesnicemi Bělčí Horní a Dolní (Bělečko), Albrechticemi, Hoděšovicemi, Štěpánovskem, cly na Orlici, Ostřetínem, Ředicemi, Rovní a Holicemi Perholtovi, proboštovi na Vyšehradě a jeho bratřím Jindřichovi a Janovi z Lipé za 2000 kop grošů. Poněvadž v popisu není zmínka o Velinách, je domněnka, že ty měly jiného pána dosud nezjištěného.

### Založení obce
Samotné založení obce Veliny, jak se dá dle historických pramenů posuzovat, spadá také do doby zmíněné kolonizace. Nasvědčuje tomu tak tvar tzv. lánové obce, kde od návsi v délce asi 2 km, směřující od východu k západu, byly dlouhé lány polí na obě strany k hranici katastru obce. Náves se rozprostírala po obou stranách dnešní silnice procházející obcí: její velikost je možno posoudit dobře z prvního zmapování obce v roce 1839. Přibližný tvar lánů byl patrný ještě do nedávné doby, a to do scelení polí v JZD. Podobný popisovaný tvar obce a polí byl ve většině obcí na Holicku, jejíchž založení je určeno do první kolonizace v českých zemích, tzv. vnější.

### Název obce
Předpokládá se, že název obce Veliny vznikl od jména zakladatele. Podle jedné verze se jmenoval Vela. Podle jiné tradované pověsti to byl rytíř Velinger, který prý sídlil na Velkém Hradci, lidem nazývaný též Věžiště, snad podle věžovitého tvaru, byl na nejvyšším místě lesnatého návrší mezi Holicemi, Ostřetínem a Velinami. V místě je dodnes patrný jen příkop s valem. Historik A. Sedláček dával toto místo do souvislosti s tvrzí Hrošovice, která snad mohla být v tomto kraji. Žádný písemný doklad o názvu této tvrze se nezachoval. K případu názvu obce je možné dodat, že v době kolonizace býval jeden z nejbohatších kolonistů organizátorem založení vsi, kterému též náležela nižší soudní, policejní i trestní pravomoc nad poddanými. Tehdy také původní názvy okolních obcí Holic – Eklinsdorf, Ředic – Hermannsdorf, Rovně – Waltersdorf a Ostřetína – Tiezmannsdorf byly odvozeny od jmen jejich zakladatelů.
První jistá písemná zmínka o obci je z roku 1366, kdy se připomíná Wisco plebán v obci Welina litomyšlské diecéze. Další zpráva je z roku 1507, kdy Čeněk Baršický z Dašic prodal Vilémovi z Pernštejna své panství, mimo jiné Veliny ves celú a další majitel nějakého dvora Jan z Velin se uvádí k roku 1510.

### Nejstarší písemný doklad
Nejstarší písemný doklad, kde je jméno naší obce uvedeno, je v archiváliích ve Vatikánu. Výpis v knize J. Svobody a V. Šmilauera Místní jména v Čechách V. díl na str. 292. Záznam z roku 1366 se týká kněze Víška ve Velinách (Wisco pleb. In Welina). Je pozoruhodné, že latinský název Welina odpovídá českému Veliny, který se objevuje již v písemných zápisech od 16. století. Název obce nebyl nikdy měněn, jen v německy psaných zápisech se používalo Wellin.
Po celých dalších 140 let mizí zatím jakékoliv písemné zprávy o obci. Pravděpodobně to má na svědomí požár pražského hradu roce 1541, kdy shořely zemské desky, ve kterých byly záznamy o převodech majetku mezi rody majitelů panství. Teprve v listináři Viléma z Pernštejna z roku 1507 je zapsána kupní smlouva s Čeňkem Dašickým z Bachova, kde v seznamu koupených vsí je zapsána ves Veliny. Asi v té době byly do urbáře panství pardubického zapsaní zdejší uživatele usedlosti a půdy s předepsanými poddanskými povinnostmi. Je to první urbář z panství pardubického (dnes uložený v SOA v Zámrsku), který byl založen kolem r. 1500. Na str. 348 až 350 je zapsáno 13 poplatníků za ves Veliny. Lidé měli předepsanou robotu 34 dnů o žních a jednou za rok dodávku 44 1/2 slepice a 280 vajec. Po čase se urbáře obnovovaly, takže do roku kolem 1770, kdy byl vyhotoven poslední, jich bylo celkem osm. Dle nich lze sledovat, jak postupně v obci přibývalo usedlostí. Kolem roku 1770 bylo zde 44 usedlostí, z toho 11 sedláků, 17 chalupníků, 14 domkářů, 1 obecní pastouška (čp. 20) a 1 panský mlýn (čp. 31). Kromě peněžních povinností měla obec celkem dodávku 69 dvouspřežních fůr sena a otavy, 988 dnů roboty s koňmi a 1319 dnů roboty pěší (ruční). V urbáři z té doby jsou již usedlosti očíslovány domovními čísly. V tomto čase bylo totiž uzákoněno povinné číslování domovních stavení. Domovní čísla zůstala zachována do dnešní doby na usedlostech, které zde v obci v té době byly. Tak si můžeme dnes představit, jak zapsané jednotlivé usedlosti byly majetné co do výměru půdy a výši robotních povinností. Jen obydlí čp. 11, 15, 18, 19, 32 a 36 byla během let, většinou po vyhoření, zbourána a na jejich místě se již nestavělo. Od počátku panství Pernštejnů byly veškeré převody majetku zapisovány do tzv. purkrechtních knih jak na potomky, tak na nové uživatele. V těchto knihách se zapisovalo mimo jiné, kolik nový uživatel má platit za nákup a do kdy. Asi v první třetině 18. století byly zavedeny pozemkové knihy, kde jsou převody majetku zapisovány dle popisných čísel, což u předešlých knih nebylo.

### Vznik obce
Dle dřívějších vyprávění, která byla i uveřejněna v některých publikacích, vznikla dnešní obec Veliny ze tří vsí, a to horní část se měla jmenovat Benátky, prostřední Veliny (někde je to uváděno opačně) a dolní část Vlčkovice. Ty jsou doložené, avšak o Benátkách není nikde po r. 1500 žádných záznamů. Snad to mohla být také nějaká samota, která zanikla již někdy dříve. Vlčkovická usedlost také zanikla po roce 1636, avšak nově vystavěná v roce 1726 byla už zapsána pod obec Veliny.

### Josefínský katastr
V roce 1788 byl vypracován tzv. „josefínský katastr“, který měl být podkladem pro výměr nových poddanských povinností dle nově poprvé změřené zemědělské půdy (změřeno na jitra a čtvereční sáhy). Jeho cílem bylo zrušit nejnenáviděnější břemeno poddaného lidu – robotu. I když se zavedení „josefínského katastru“ neuskutečnilo, je k dispozici dokument, z kterého je možné přesně zjistit, kolik, které usedlosti měly zemědělské půdy a lesa, a v které části katastru obce.
Nejpodrobnější měření veškeré půdy i lesů včetně zastavěné plochy se uskutečnilo před rokem 1839, kdy byly vyhotoveny katastrální mapy s měřítkem 1:2880 s očíslováním všech parcel. Mapy jsou doposud podkladem k vyhotovování dnešních katastrálních map. V roce 1839 měla obec 76 usedlostí včetně školy.

## Obyvatelstvo

### Soupis obyvatel
Z doposud uváděných historických podkladů lze pouze zjistit počty a velikost majetku jednotlivých usedlostí. Jediný podklad z dřívější doby, z kterého lze zjistit částečný počet obyvatel obce a jejich zaměstnání, je Soupis obyvatel podle víry z roku 1651. Ten měl ukázat, kolik obyvatel se ještě hlásí k nekatolické víře. Kromě toho je zde uvedeno zaměstnání u zapsaných jmen a též jejich stáří. Obec měla 92 obyvatel (bez dětí asi do 10 let – nepřijatých ještě za členy církve) a z těch byli 2 tesaři, 2 šindeláři, 2 krejčí, 1 tkadlec, 1 mlynář a ostatní se zaměstnávali zemědělstvím.
První soupis obyvatel, který se prováděl v celém státě, je z roku 1801, a to zde bylo 360 lidí. Největší počet v historii obce je zaznamenán roku 1880, kdy zde žilo 735 občanů ve 111 domech. Z toho bylo 346 mužů a 389 žen. Číst a psát umělo 450 lidí. Podle sčítání v roku 1980 žilo v obci 405 lidí ve 128 domech. Ostatních 26 domů nebylo trvale obydleno a počítají se jako rekreační chalupy.
| Rok            | 1869 | 1880 | 1890 | 1900 | 1910 | 1921 | 1930 | 1950 | 1961 | 1970 | 1980 | 1991 | 2001 | 2011 | 2021 |
| -------------- | ---- | ---- | ---- | ---- | ---- | ---- | ---- | ---- | ---- | ---- | ---- | ---- | ---- | ---- | ---- |
| Počet obyvatel | 683  | 655  | 644  | 616  | 667  | 685  | 680  | 567  | 590  | 486  | 405  | 356  | 372  | 424  | 476  |
| Počet domů     | 101  | 111  | 109  | 111  | 118  | 123  | 133  | 153  | 153  | 140  | 128  | 156  | 174  | 180  | 193  |

### Zaměstnání obyvatel
Nejpodrobnější popis zaměstnání lidí v obci je uveden v publikaci Pardubicko – Holicko – Přeloučsko: tři čtvrtiny obyvatelstva se živily polním hospodářstvím, část obuvnictvím, přičemž mužům pomáhají ženy lepením, flokováním a šitím, zbytek obyvatelstva měl různá zaměstnání. Po skončení polní práce káceli zdejší lidé stromy, vázali klestí v otýpky, řezali dříví, kopali pařezy, pálili dříví na uhlí a kolomaz, loupali tříslo a sázeli nový les. Hospodáři, kteří měli koně odváželi klády, zvané haluze z okolních lesů na parní pilu do Borohrádku a proto se jim říkalo „haluzáci“ – toto zaměstnání bylo pro Veliny typickým, stejně jako „šráfkování“ (vyšívání lemových pásků). Některé ženy a dívky pracovaly v létě v pískovišti („šutrovníku“) v Borohrádku. Někteří muži pracovali v létě v Rychlíkově cihelně v Holicích, jiní po celý rok na dráze v Borohrádku. Někteří zdejší dělníci odjížděli na podzim do cukrovaru v Dašicích (kde měli pro cizí dělníky a dělnice zvláštní oddělené byty). Roku 1903 byli ve Velinách 2 krejčí, 1 kolář, 1 zámečník, 2 bednáři, 2 truhláři, několik zedníků a tesařů; pekař a řezník tu nebyl, potraviny prodávali 4 kupci a 2 hostinští, chléb přiváželi z Borohrádku, Holic a Horního Jelení. Hrnčíř Horský zde vyráběl z hlíny z pole za stodolou džbánky „smoláčky“ pro výlety (kus za 4 hal.)

## Obecní správa

### Obecní symboly
Znak a vlajka byly obci uděleny rozhodnutím předsedy Poslanecké sněmovny Parlamentu České republiky dne 21. září 2005.

## Pamětihodnosti
- Kostel svatého Mikuláše – Celodřevěný roubený kostel pochází z roku 1752. Ke kostelu patří i osmiboká dřevěná zvonice na kamenné podezdívce, přilehlý hřbitov s dřevěnou roubenou márnicí a dřevěný roubený plot.

## Fotogalerie

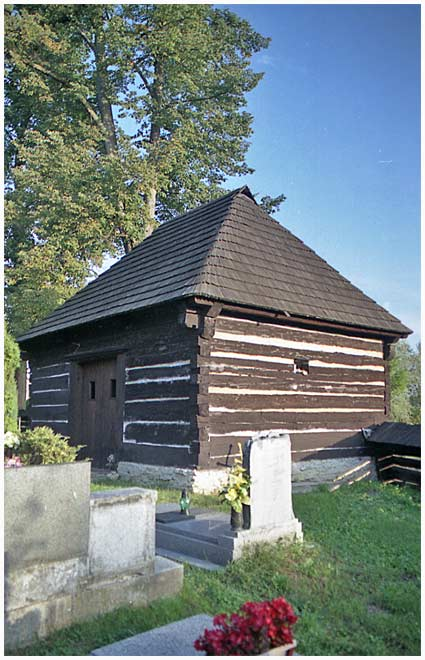
Márnice u kostela sv. Mikuláše ve Velinách
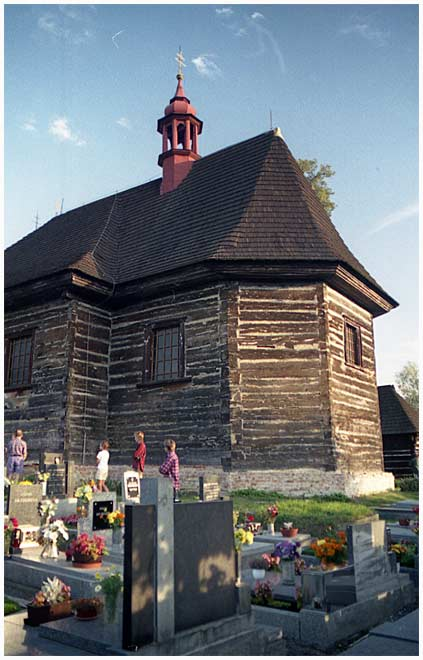
Kostel sv. Mikuláše ve Velinách
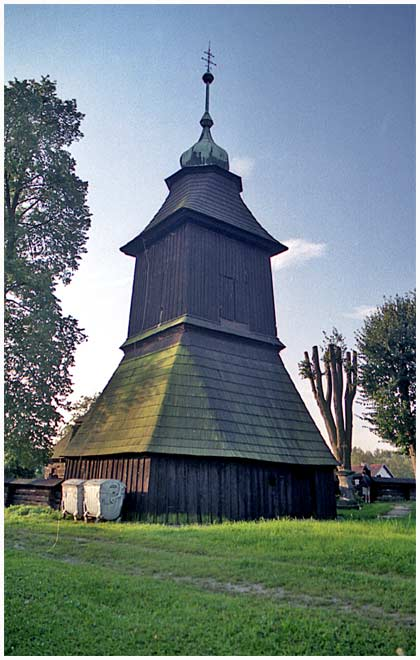
zvonice u kostela sv. Mikuláše ve Velinách
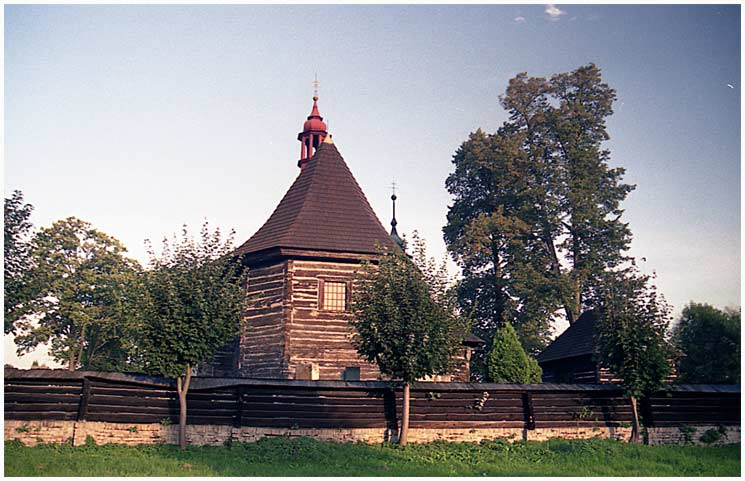
Kostel sv. Mikuláše ve Velinách